# Canadian Albums Chart
Canadian Albums Chart («Канадський чарт альбомів»)  — офіційний чарт продажу альбомів в Канаді. Він публікується щосереди за допомогою американської компанії «Nielsen Soundscan», і щовівторка — за допомогою «Jam! Canoe».
Чарт має 200 місць, але «Jam! Canoe» публікує лише 100.
| Прапор Канади | Це незавершена стаття про Канаду. Ви можете допомогти проєкту, виправивши або дописавши її. |